# Astronomía de posición

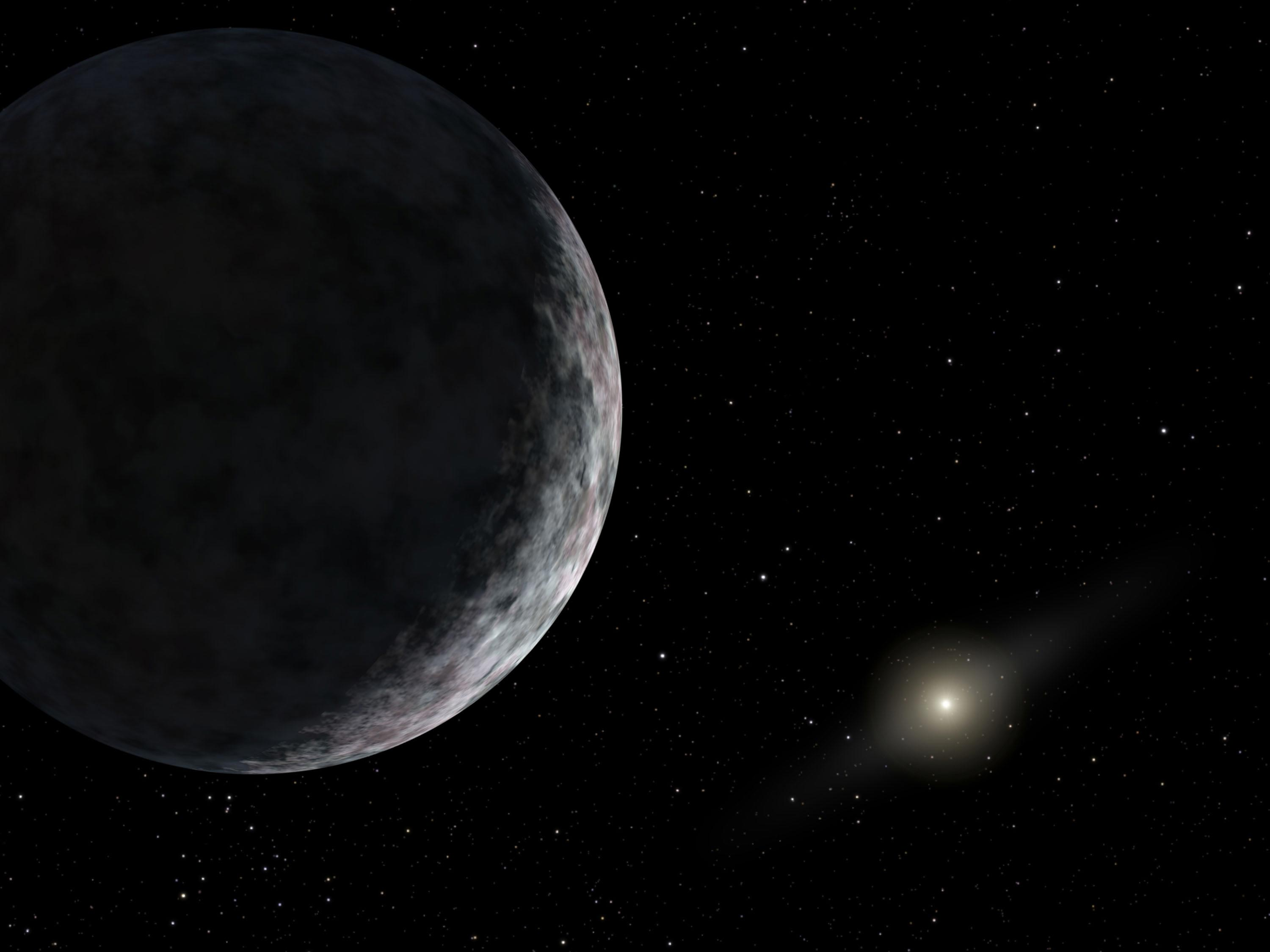
Planeta desconocido.

La astronomía de posición es la parte de esta ciencia que se encarga de medir y estudiar la posición, paralajes y el movimiento propio de los astros. Es una disciplina muy antigua, tanto como la astronomía. 
A pesar de que casi son sinónimos, se considera como la parte experimental o técnica que permite medir la posición de los astros y los instrumentos que la hacen posible, mientras que la Astronomía de posición usa la posición de los astros para elaborar un modelo de su movimiento o definir los conceptos que se usan. Sería pues la parte teórica. Se han englobado las dos partes en la misma categoría. Esta parte de la astronomía sigue vigente porque la teoría forma parte de los rudimentos de la ciencia, mientras que la práctica intenta medir con la máxima precisión posible la posición de los astros usando medios modernos como el satélite Hipparcos.
La astronomía de posición tiene pues por objeto situar en la esfera celeste la posición de los astros midiendo determinados ángulos respecto a unos planos fundamentales.
Su cometido es definir los distintos tipos de coordenadas astronómicas y sus relaciones. También se encarga de definir conceptos fundamentales de la astronomía.
Describe el movimiento de los astros, planetas, satélites y fenómenos como los eclipses y tránsitos de los planetas por el disco del Sol. También estudia el movimiento diurno y el anual del Sol y las estrellas. Son tareas fundamentales de la misma la determinación de la hora y la determinación para la navegación de las coordenadas geográficas.